# Gianluca Crisafi
Gianluca Crisafi (Roma, 11 novembre 1974) è un doppiatore e direttore del doppiaggio italiano.

## Biografia
A circa 10 anni comincia a studiare danza, recitazione e canto. Negli anni novanta scrive e conduce diversi programmi radiofonici e televisivi per emittenti locali e diventa giornalista pubblicista, pubblicando anche tre libri. Sempre negli anni novanta diventa il cantante solista dei gruppi "69ers", "Altre cose band" e "G.A.B".
Nel 2004 decide di dedicarsi al doppiaggio e tra i suoi primi ruoli importanti spiccano quelli nelle serie Queer as Folk, Green Wing e State of Play. Lavora nei film d'animazione Madagascar, Bee Movie, Shrek terzo e molti altri e nelle serie animate Ben 10, Ed, Edd & Eddy e Death Note, solo per citarne alcune. Doppia Kellan Lutz nel film Che la fine abbia inizio e nel telefilm The Comeback, Shawn Hatosy in The Cooler, Jonah Hill in Non mi scaricare, Josh Gad nella serie Genitori in diretta e Edward Furlong in Jimmy e Judy. Era il doppiatore ufficiale di Ezekiel nel franchise canadese A tutto reality a partire dalla seconda stagione, in sostituzione di Corrado Conforti.
Dal 2008 doppia il personaggio di Eric Northman nella serie televisiva della HBO True Blood, Jesse Tyler Ferguson, già doppiato in The Class - Amici per sempre, nella serie Modern Family e Gerardo Chendo nelle serie Flor - Speciale come te e Teen Angels. Inoltre nel 2010 ha dato la voce a Steve Howey, nella serie Reba.
Nel 2009 scrive la sua prima commedia teatrale, Fa come se fossi a casa mia, di cui è anche interprete, debuttando prima al Teatro dell'Orologio e pochi mesi dopo al Teatro de Servi di Roma. Da qui inizia il suo sodalizio con il Teatro de Servi, perché nel 2010, sempre per la regia di Davide Lepore, scrive e recita nella sua seconda opera, Hai un minuto per me?, e nel 2011 si ripete con I colori dell'amore. Nella stagione 2012-2013, con una compagnia in parte nuova e per la regia di Gennaro Monti, è di nuovo in scena, al Teatro de Servi, con la sua ultima opera inedita, Io so che tu sai che la famiglia non sa.
Dal 2009 ha cominciato anche l'attività di dialoghista, firmando le serie Winx Club 4, I Lunnis, Genitori in diretta, One Tree Hill, Skins, Battle Spirits, Ava, Riko, Teo, Shin Chan, PopPixie, Sea Patrol, Fish 'n Chips e Jewelpet.

### Vita privata
Nella primavera del 2010 ha sposato la doppiatrice Perla Liberatori con la quale ha avuto un figlio, Valerio, anche lui doppiatore.

## Doppiaggio

### Film
- Michael Peña in Ant-Man, Crazy Dirty Cops, Ant-Man and the Wasp, A Million Miles Away, Inarrestabile, A Working Man
- William Lebghil in Due sotto il burqa, The Fighters - Addestramento di vita, Il primo anno
- Jake Johnson in Amici, amanti e..., Prendimi!
- Chino Darín in Una notte di 12 anni, L'angelo del crimine
- Jesse Tyler Ferguson in Ely + Bea - Ballerine a tutti i costi, Cocainorso
- Kevin Hart in The Five-Year Engagement, Top Five
- Samir Guesmi in Tutti i ricordi di Claire, Nel nome della terra
- Dhanush in L'incredibile viaggio del fachiro, The Gray Man
- James McAvoy in Welcome to the Punch - Nemici di sangue
- Lucas Hardt in L'onda
- Andy Powers in Clown
- Kim In-kwon in The Tower
- Jonah Hill in Non mi scaricare
- DJ Khaled in Bad Boys for Life
- Josh O'Connor in La terra di Dio - God's Own Country
- Benedict Cumberbatch in Four Lions
- Thilo Prothmann in Benvenuto in Germania!
- Artur Busquets in Eravamo canzoni
- Leonardo Ortizgris in Güeros
- Hugo Silva in 70 Binladens - Le iene di Bilbao
- Josè de Luna in Non ci resta che vincere
- Tom Leeb in Un'estate in Provenza
- James Snyder in Un americano a Parigi
- Adam Deacon in 4.3.2.1
- Lonny Ross in The Rocker - Il batterista nudo
- Tudor Chirila in Lovesick
- Bryan Dick in Blood and Chocolate
- Richard Cawthorne in  Razor Eaters - Senza limiti
- Edward Furlong in Jimmy and Judy
- Branden Williams in Adam and Eve
- Adam Rothenberg in 3 donne al verde
- Michael von Burg in Doppio fallo
- S'dumo Mtshali in INumber Number - L'oro di Johannesburg
- Simon Ellis in Winnie-the-Pooh - Sangue e miele
- Khaled Benaïssa in Non conosci Papicha
- Emory Cohen in The Bikeriders
- DJ Khaled in Bad Boys: Ride or Die
- Ebon Moss-Bachrach in Fidanzata in affitto
- Jamie Andrew Cutler in Itaca - Il ritorno
- Arnaud Henriet in Tutti pazzi in casa mia
- Johnny Anfone in Ziam

### Film d'animazione
- James in Il trenino Thomas - Thomas e i trenini coraggiosi, Il trenino Thomas - Sodor e il tesoro dei pirati, Il trenino Thomas - La grande corsa, Il trenino Thomas - Viaggio oltre i confini di Sodor
- Puffo Burlone in I Puffi, I Puffi 2
- Sandy Shrimpkin e Bagnarozzo in Bee Movie
- Seconda guardia in Shrek terzo
- Passante in Giù per il tubo
- Jason Todd in Batman: Under the Red Hood
- Del Chillman in Stai fresco, Scooby-Doo!
- Jack Lanterna in Scooby-Doo e il re dei Goblin
- Winsor in Scooby Doo e la leggenda del Fantosauro
- Jin Kazama in Tekken: Blood Vengeance
- Janice in Muppets 2 - Ricercati
- Puzza in Titeuf - Il film
- Anli in Laputa - Castello nel cielo
- Bones in Ferdinand
- Momo in Next Gen
- Simon Seville in Alvin Superstar - Nessuno ci può fermare
- Tadashi Yamao in Si sente il mare
- Zeldris in The Seven Deadly Sins: Cursed by Light
- Hawk's Eye in Pretty Guardian Sailor Moon Eternal - Il film
- Nooroo in Miraculous - Le storie di Ladybug e Chat Noir: Il film
- Skelton in L'Ispettore Ottozampe e il Mistero dei Misteri
- Coniglio in Yuku e il fiore dell'Himalaya

### Serie televisive
- Rex Lee in Entourage (2^ voce), Suburgatory, Castle
- Benedict Lloyd-Hughes in Skins (serie tv britannica)
- Jorge Maggio in El refugio e Rebelde Way (3ª voce)
- Adam Deacon in Dead Set, Criminal Justice
- Matthew Moy in Scrubs - Medici ai primi ferri, 2 Broke Girls
- Omar Benson Miller in Ballers, True Lies
- Jesse Tyler Ferguson in The Class - Amici per sempre, Modern Family
- Richard Davies in Saddle Club
- Oliver Chris in Green Wing
- Ben Donovan in Selvaggi
- Helmut Bohatsch in Squadra Speciale Vienna
- Kyle Labine in Grand Star
- Vanepale Sopoaga in Karaoke High
- Maurie Annese in Le sorelle fantasma
- Samuel Johnson in Rush
- Gerardo Chendo in Flor - Speciale come te
- Omari Newton in Blue Mountain State
- Pana Hema Taylor in I misteri di Brokenwood
- Nicolas Wright in Incinta per caso
- Warren Christie in True Justice
- Kumail Nanjiani in Franklin & Bash
- Nathan Stephenson in Radio Free Roscoe
- Nik Salazar in Chica vampiro
- Patricio Arellano in La maga
- Malcolm Xavier in The Avatars
- Paul Sparks in Boardwalk Empire - L'impero del crimine
- Yedidya Viltal in Split
- Alexander Skarsgård in True Blood
- Marc Senior in Gourmet Detective
- Lil Rel Howery in The Carmichael Show
- Adrián Lastra in Velvet
- Matt L. Jones in Mom
- Scott Keiji Takeda in Huge in France
- Josef Heynert in Ella Schön
- Nathan Keyes in Ben 10: Alien Swarm
- Jon Michael Hill in Elementary
- Echo Kellum in Arrow
- Malachi Kirby in Diavoli
- Kim Chung-gil in The Trauma Code - Il turno degli eroi
- Efe Tunçer in Thank You, Next
- Bruno Sanches in Morgane - Detective geniale
- Darnell Kirkwood in Bosch
- Seth Gold (2ª voce) in Il Banco Dei Pugni
- Lee Jae-won in Dr. Brain
- Michael Peña in Jack Ryan
- Atkins Estimond in Inside Man
- David Kaye in Siren
- Lee Seo-hwan in Squid Game (2^voce)
- Frankie Quiñones in The Walking Dead: The Ones Who Live
- Eric André in Ironheart

### Serie animate
- Kevin Levin in Ben 10, Ben 10 - Forza aliena, Ben 10: Ultimate Alien e Ben 10: Omniverse
- Ezekiel in A tutto reality - L'isola (ep. 1x22), A tutto reality - Azione!, A tutto reality - Il tour
- Warren Rackow (1ª voce), Warren di Edolas, Yuka Suzuki (1ª voce), Jackal e Marin Hollow in Fairy Tail
- Parmon Sean in Dragon Booster
- Henry ne La crescita di Creepie
- Rotella (3ª voce) in Scuola di vampiri
- Lind L. Taylor in Death Note
- Andy in Winx Club (4ª serie)
- Zeldris in The Seven Deadly Sins - Nanatsu no taizai
- Brandon in Winx Club (3ª voce)
- Artie in Galactik Football
- Attenborough in Sfondamento dei cieli Gurren Lagann
- Problemo in Fish'n'Chips
- Pixel in Pumpkin Reports - Squadra anti-alieni
- Roy in Robocar Poli
- Darnell Fetzervalve in Buddy Thunderstruck
- Gottlieb in Neo Yokio
- Fantasma di Duke Ellington in Big Mouth
- Chock in 44 gatti
- Gesù Cristo in Bless the Harts
- Owen Tillerman in Central Park
- Agente Falvetta in Questo mondo non mi renderà cattivo[2]
- Signor Talpa in Chip and Potato
- Bossolo in Paradise Police
- Robinson in PopPixie
- Kevin in Ed, Edd & Eddy (ep. 5x21.6x2)
- Il grande miope e il nonno di Titeuf in Titeuf
- Koga in Inuyasha: The Final Act
- Hugo Habercore in Bob's Burgers
- Claude Beacons/Torch in Inazuma Eleven
- Mo in Mia and Me
- pugile donna nera ne I Griffin (ep. 9x05)
- Irwin in Phineas e Ferb
- Conte Limoncello, Flambo, Marshall Lee e altri personaggi in Adventure Time
- Gustav e Smooshy in Marco e Star contro le forze del male
- Atchan in Hi Hi Puffy AmiYumi
- Joey in I pinguini di Madagascar
- Illias Vandal in Violet Evergarden
- Gomamon in Digimon Fusion Battles
- Sora Ryuyo in Battle Spirits - Sword Eyes
- Nooroo in Miraculous - Le storie di Ladybug e Chat Noir
- Sanu in Beastars
- Blue Beetle in Young Justice (1^voce)
- Yōsuke Tateishi in Death Parade
- Tsubasa Andou in Alice Academy
- Takumi Nishimura in Mix: Meisei Story
- Spider in Koala Man
- Duke in My Unique Skill Makes Me OP Even at Level 1
- Hansel in Otogi-jūshi Akazukin
- Soldato e Go Myunghwan (s. 1) in Solo Leveling

### Videogiochi
- Cain e Maggiore Philips in Binary Domain (2012)[3]
- Leonhardt "Leo" Victorion in Anarchy Reigns (2012)[4]
- Gremlin Verde in Epic Mickey 2: L'avventura di Topolino e Oswald (2012)[5]
- Crazy Neil in Lost Planet 3 (2013)[6]
- War Machine e Luis in LEGO Marvel's Avengers (2016)
- Nix in Cyberpunk 2077 (2020)[7]
- Porguf in Horizon Forbidden West (2022)[8]
- Aldai, Arlo, Ebek e Mahjoob in Diablo IV (2023)[9]
- Colonnello Viktor Gantz in Indiana Jones e l'antico cerchio (2024)[10]